# Автомагістралі Іспанії

Мережа автомобільних доріг Іспанії. Підпис звучить так: «Autovía and autopista network - Tolled autopistas - State autovías and autovías - Autonomic tolled autopistas - Autonomic autopistas and autovías - Insular autovías and autovías»

Іспанська мережа автострад (шосе) є третьою за величиною у світі за довжиною. Станом на  2019, в країні є 17,288 км доріг високої пропускної здатності (ісп. Vías de Gran Capacidad). Існує два основних типи таких доріг, автомагістралі і автовіас, які відрізняються суворістю стандартів, яких вони дотримуються.

## Історія
У період з 1990 по 2012 рік Іспанія мала один із найвищих темпів розвитку автомагістралей у Європі.
Перші автостради під назвою autopista фінансувалися коштом державного боргу.
Наприкінці 1980-х років і перед Олімпійськими іграми 1992 року в Барселоні уряд автономної Каталонії був зацікавлений у збільшенні обмеження швидкості на нових автомагістралях. Між 1987 і 1990 роками операції на чотирьох нових автомагістралях були передані приватним компаніям, три каталонським регіоном і одна національним урядом.
Перед Олімпійськими іграми 1992 року та Всесвітньою виставкою в Севільї було збільшено будівництво нових ділянок автовіа.
Національний план 1984-1992 років побудував близько 3500 кілометрів нових автомагістралей, щоб досягти довжини мережі 6000 кілометрів до 1992 року, вартістю 184 мільйони песет (приблизно 1 мільйон євро). Водночас новий стандарт autovia був ближчим до стандарту autopista, оскільки старий стандарт autovia вважався недостатньо безпечним. Це спричинило зростання витрат на проєкт.

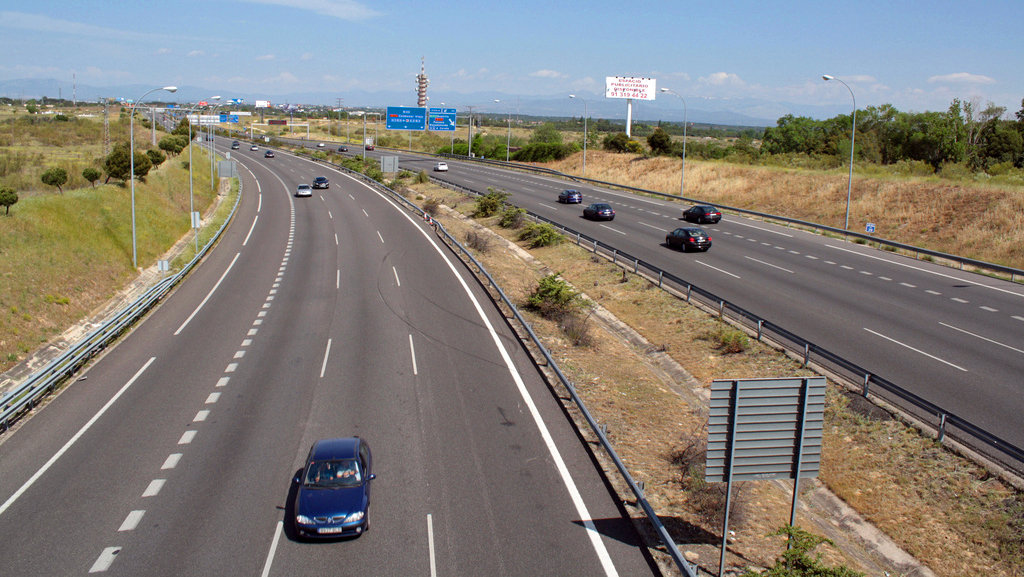
Автострада M-40 є однією з кільцевих доріг, що обслуговують Мадрид. Це одна з небагатьох неплатних автострад значної довжини
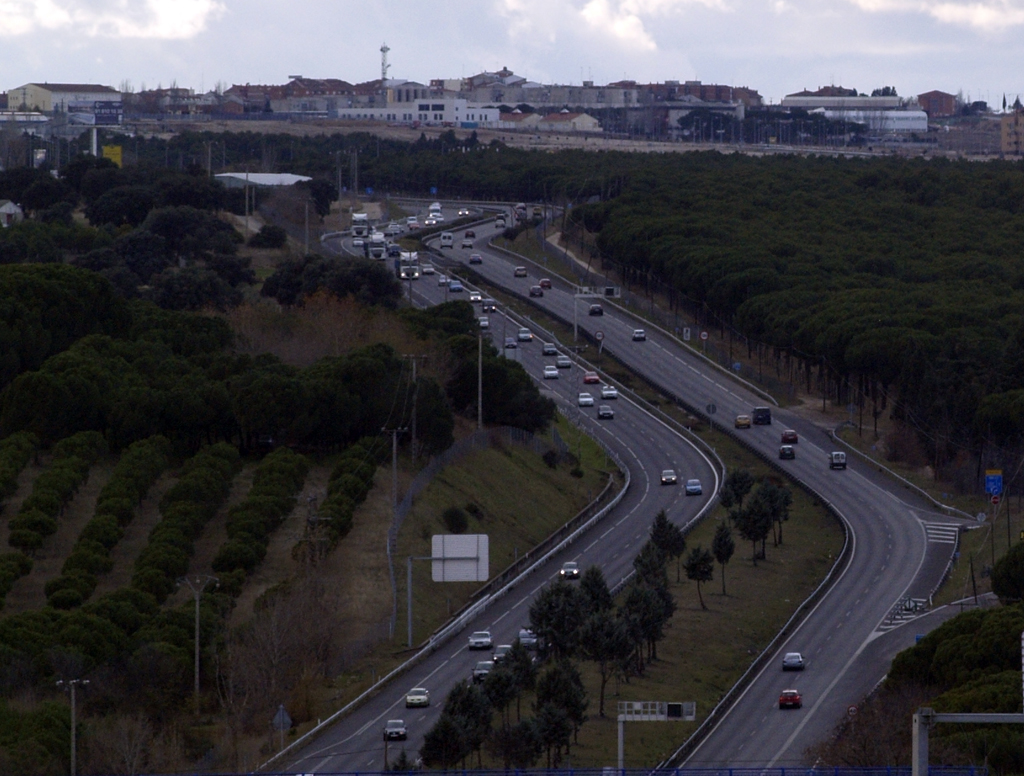
Автострада A-5 біля Навалькарнеро, Мадрид. Зверніть увагу на здебільшого неіснуючу смугу прискорення на дорозі, яка приєднується знизу праворуч
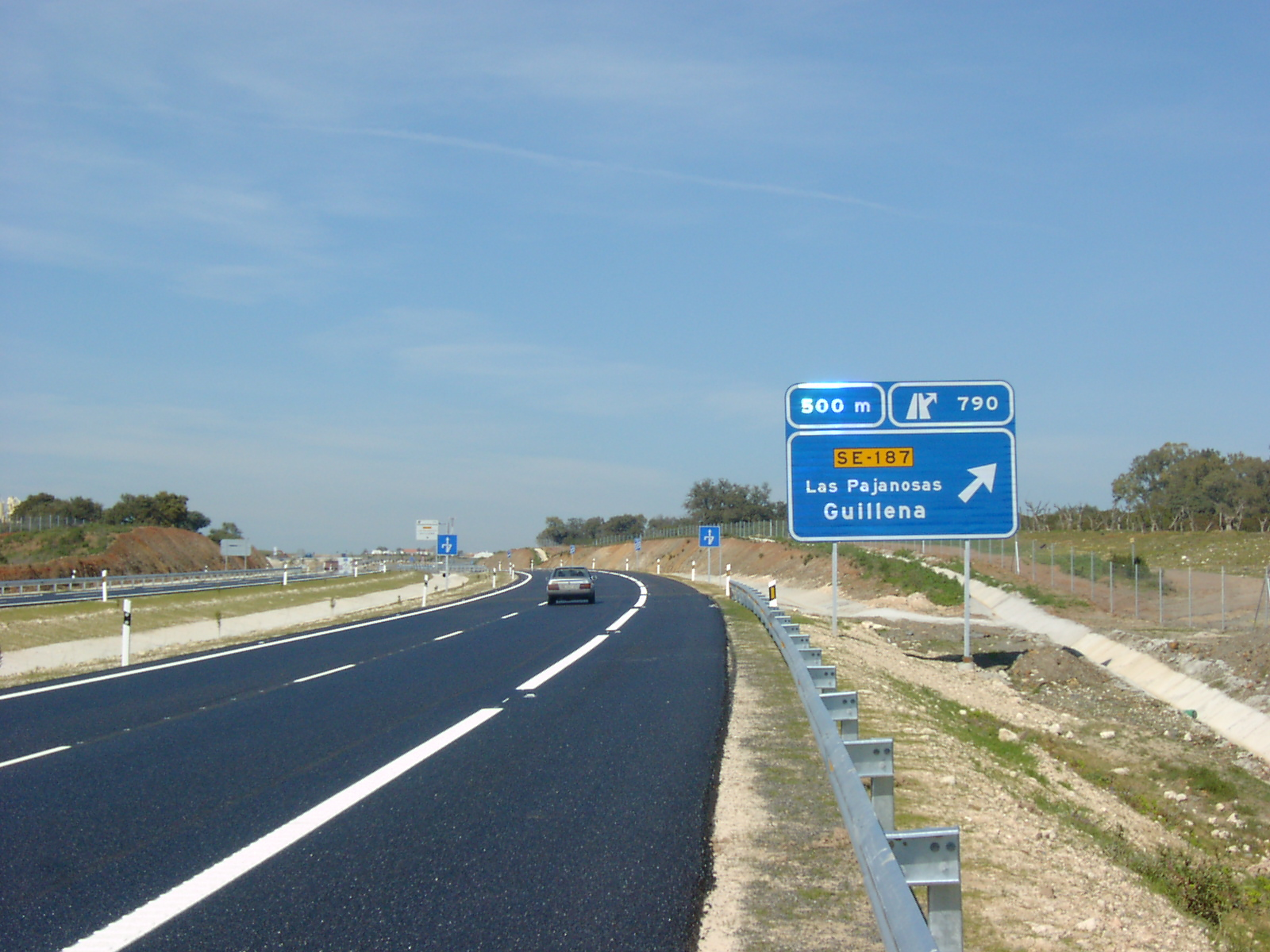
Севілья, пропонують більшість, якщо не всі, функції, необхідні автопістам

## Безпека
Вважається, що будівництво автомагістралей допомогло підвищити безпеку на іспанських дорогах, водночас спричинивши збільшення трафіку.
Смертельні випадки на автомагістралях зменшилися з 776 у 2006 році до 277 у 2015 році.
Іспанія є однією з країн ЄС, де більшість смертельних випадків трапляється на автомагістралях, а не на інших дорогах: 16% у 2015 році. Але в тому ж році, беручи до уваги той факт, що Іспанія зараховує більшу відстань дороги до автострад, Іспанія є однією з країн з меншим рівнем смертності на автомагістралях на 1000 км автомагістралей, після Фінляндії, Данії, Хорватії та Угорщини: 18,1 загиблих на 1000 кілометрів автомагістралей.